# Route nationale 460
Die N 460 war von 1933 bis 1973 eine französische Nationalstraße, die zwischen Golbey und Varois-et-Chaignot verlief. Ihre Länge betrug 161 Kilometer. In den 1980er Jahren wurde die N60 zwischen Orléans und Châteauneuf-sur-Loire in N460 umgenummert, da die N60 auf eine Schnellstraße verlegt wurde. Sie wurde bis 2006 abgestuft.

## N460a
Die N 460A war von 1933 bis 1973 ein Seitenast der N460, der von dieser nordöstlich von Bourbonne-les-Bains abzweigte und nach Lamarche führte. Die Länge betrug 11 Kilometer.